# Desmodora parintermedia
Desmodora parintermedia är en rundmaskart som beskrevs av Allgen 1947. Desmodora parintermedia ingår i släktet Desmodora och familjen Desmodoridae. Inga underarter finns listade i Catalogue of Life.